# فرودگاه شیپراک
فرودگاه شیپراک (به انگلیسی: Shiprock Airstrip) یک فرودگاه همگانی بهره‌برداری هوایی است که یک باند فرود آسفالت دارد و طول باند آن ۱۴۷۵ متر است. این فرودگاه در کشور ایالات متحده آمریکا قرار دارد و در ارتفاع ۱۶۰۶ متری از سطح دریا واقع شده است.